# أرتورو روفا
أرتورو روفا (بالإسبانية: Arturo Ruffa)‏ (ولد في 25 ديسمبر 1926 في توكومان توفي في تشرين الأول / أكتوبر 2004) هو لاعب كرة سلة أرجنتيني سابق تنافس في دورة الألعاب الاولمبية الصيفية عام 1948 حيث حصل الأرجنتين على المركز 15.

## روابط خارجية
- أرتورو روفا على موقع الاتحاد الدولي لكرة السلة (الإنجليزية)
- أرتورو روفا على موقع سبورتس رفرنس (الإنجليزية)
- أرتورو روفا على موقع أوليمبيديا (الإنجليزية)